# Saint-Michel (Bordeaux)
Pour les articles homonymes, voir Quartier Saint-Michel et Saint-Michel.
Saint-Michel est un quartier du centre ancien de Bordeaux construit autour de l'imposante basilique de style gothique du même nom. Le clocher de cet édifice, communément appelé la flèche, est par ailleurs le monument emblématique du quartier. Officiellement, le quartier fait partie de la subdivision Bordeaux Sud.

## Présentation

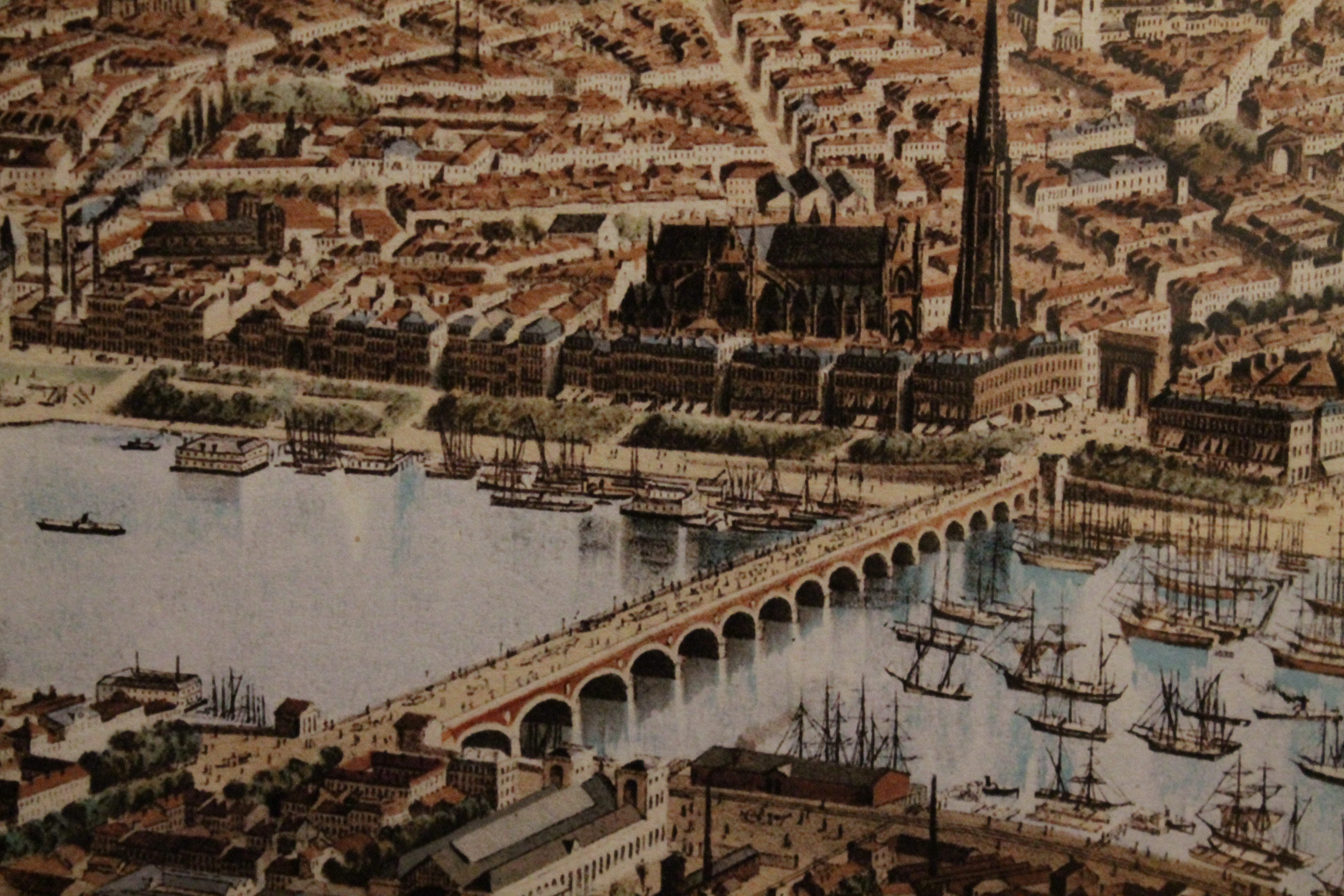
Vue cavalière de Bordeaux en 1899 (détail) par Hugo d'Alesi

Il s'organise autour de la place Canteloup et de la place des Capucins, consacrées toutes les deux à des activités commerciales. Saint-Michel accueille des activités de brocante en particulier le dimanche matin et les Capucins, longtemps un marché de gros alimentaire, est aujourd'hui un marché de quartier. Cosmopolite, le quartier voit arriver des architectes, start-up et artistes attirés par la vie culturelle dynamique du quartier.

## Situation géographique
Saint-Michel est situé sur une hauteur que borde, au sud, les paluds formés par les esteys de l'Eau Bourde, à l'est, la Garonne et au nord, les berges du Peugue (affluent canalisé de la Garonne) avant que celui-ci ne se jette dans le fleuve. Ce tertre, ne dépassant guère une dizaine de mètres, est appelé Pichadey. Ce nom, qui désigne aussi le gascon argotique parlé par anciens habitants de Saint-Michel, dériverait du mot puyaduy, forme gasconne du latin pujatorium, le monticule.
Par rapport aux aménagements contemporains, Saint-Michel se situe au sud du cours Victor-Hugo, entre la porte de Bourgogne, le lycée Montaigne, le marché des Capucins et la porte de la Monnaie. Le quartier est inscrit dans le secteur sauvegardé du patrimoine mondial de l'Unesco depuis 1998.
Le quartier est entouré par les quartiers Sainte-Croix, Saint-Paul et Victoire.

## Vie dans le quartier

### Administration
Le quartier fait administrativement partie de Bordeaux-Sud, dont la mairie de quartier est située 6 cours de la Marne. Il est scindé entre le canton Bordeaux-1 et Bordeaux-5.
Une grande partie de Saint-Michel est classée en tant que quartier prioritaire, avec 11 547 habitants en 2018 et un taux de pauvreté de 32 %.

### Transports

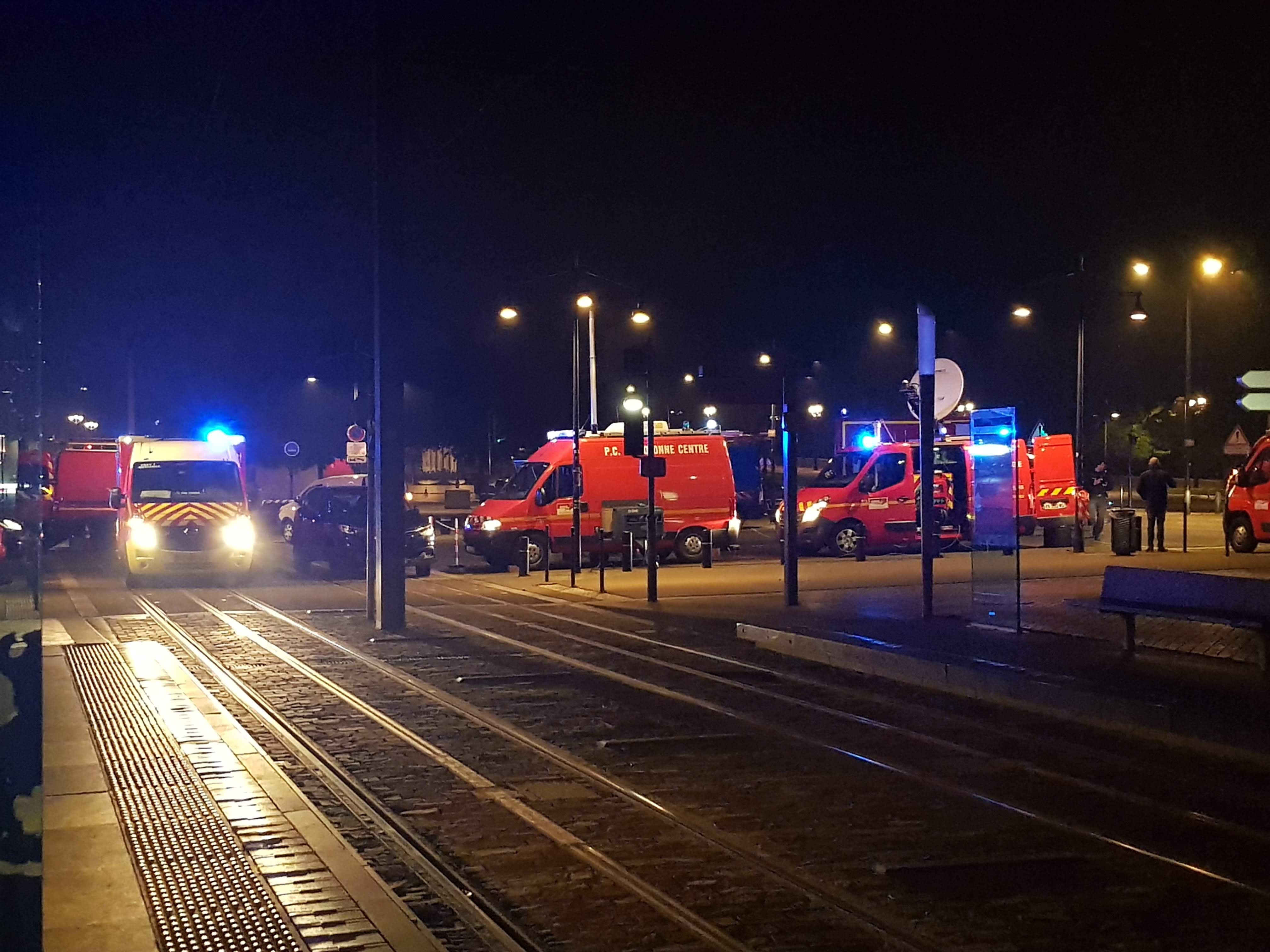
Les pompiers tentent d'arrêter l'incendie du parking, le 18 mai 2019, aux alentours de 23 h 30.

Le quartier est desservi par - au sud - la ligne B et - sur les quais - les lignes C et D du tramway. De nombreuses stations V3 sont situées dans le quartier.
Il est difficilement accessible en voiture, car composé majoritairement de petites rues. Le stationnement est payant dans toute la zone, cependant, plusieurs parkings privés sont accessibles (Parking MetPark de la victoire, parking des capucins, ou encore parking Ubris des Salinières).
Le parking des Salinières, situés près de la porte de bourgogne, a été victime d'un  incendie le 18 mai 2019 au soir. L'origine de l'incendie est criminelle. Aucune victime n'est à déplorer, mais 370 véhicules sont détruits. Le parking est en rénovation durant plus d'un an, et est à l'origine d'une longue interruption du tramway C. Il sera rouvert le 19 octobre 2020.

## Histoire

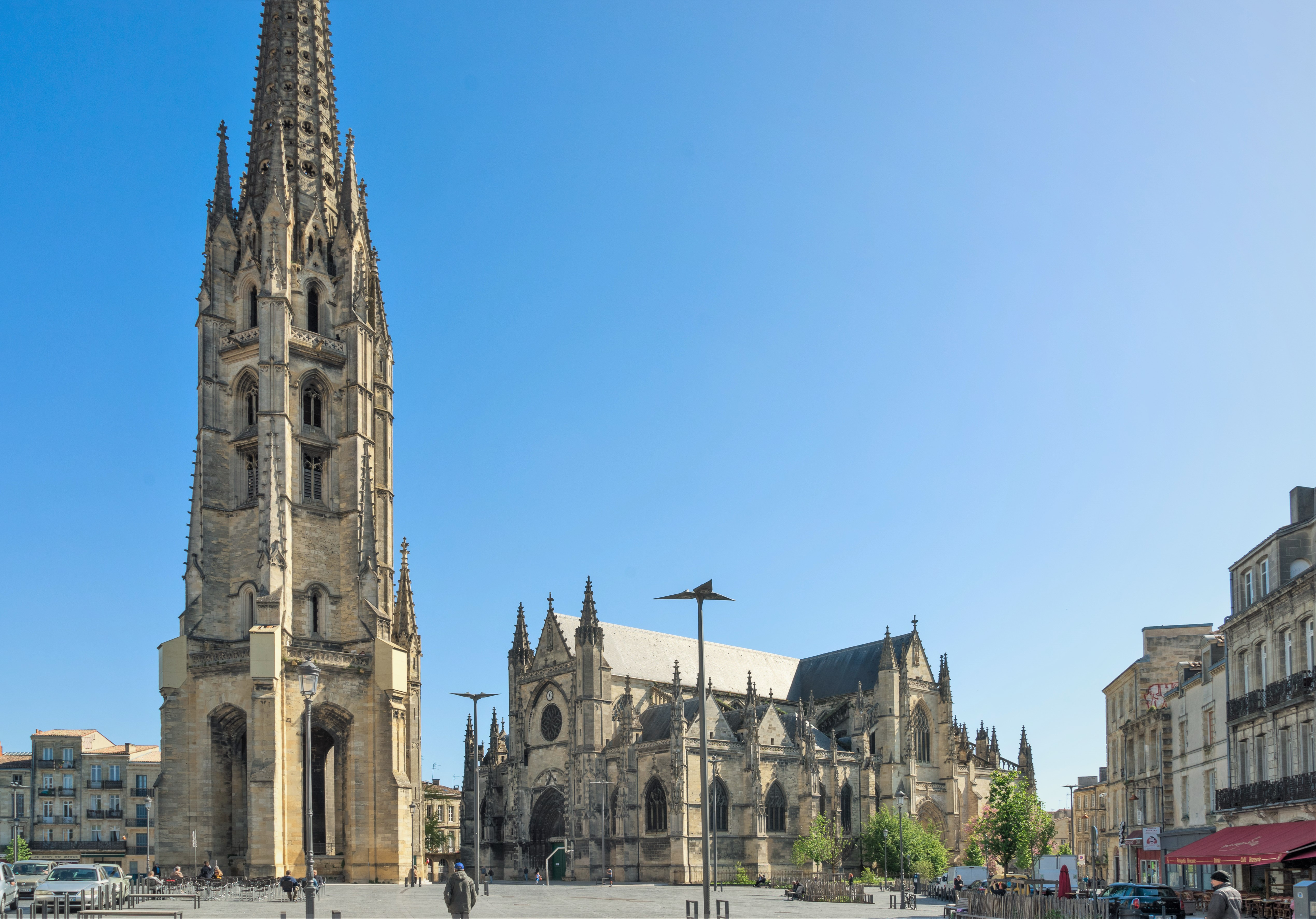
Vue générale de la basilique Saint-Michel

À l'époque gallo-romaine, il semble que l'espace accueillant aujourd'hui le quartier Saint-Michel fut peu occupé. Entre le IIe et le IIIe siècle, une importante nécropole existait entre l'actuelle rue des Menuts et l'emplacement de l'église Saint-Michel. Elle marquait la limite sud d'une ville alors sans enceinte et le point de départ de la route d'Agen.
C'est certainement durant la période carolingienne et malgré les raids vikings de 847 et 855, qu'un quartier extérieur à la cité murée, peuplé de pêcheurs, d'artisans et de commerçants attachés au port s'est développé en lieu et place de la nécropole et qu'une première chapelle surplombant la Garonne et dédiée à l'archange Michel fut construite, occupant ainsi l'espace entre l'enceinte de la ville et l'abbaye Sainte-Croix déjà existante.
Durant le XIIe siècle, l'activité du port se développe et le faubourg situé immédiatement au sud du Peugue (bourg Saint-Eloi) se peuple rapidement autour du village de la Rousselle et de l'actuelle place Fernand Lafargue où s'établit le grand marché de la ville. En 1119, le duc Guillaume X fait construire l'hôpital-prieuré Saint-James donnant sur l'actuelle rue du Mirail. En 1181, après que l'Aquitaine fut passée sous domination anglaise, l'hôpital a vocation à réserver « six lits pour les pauvres pèlerins, passants nécessiteux auxquels ils administreront du pain et du vin et le chauffage jusqu'à deux nuits, s'il est besoin ». L'activité artisanale commence alors à s'intensifier ainsi qu'en témoignent les plaintes, évoquées par Anne-Marie Cocula, des moines de Sainte-Croix à l'encontre des fumées provenant des tuileries alentour.
En dépit des importantes destructions provoquées par le siège qu'Alphonse VIII de Castille fait subir à Bordeaux en 1206, l'extension de la ville vers le sud se poursuit et profite à la paroisse suburbaine constituée autour de la chapelle Saint-Michel, alors placée sous la juridiction de l'abbaye Sainte-Croix. Un port, essentiellement consacré au commerce du sel, du blé et du poisson est créé aux Salinières. Plus tard, un autre port dédié au commerce du vin sera installé à La Grave. Ces installations sont modestes durant tout le XIIIe siècle : elles ne sont que des plateformes sur lesquelles des sacquiers, des rouleurs de tonneaux et des charrettes déchargent péniblement le contenu de petites gabares faisant le lien avec le vaisseau de gros tonnage amarré au milieu du fleuve.
C'est à cette période également qu'au village du Maucaillou s'installèrent l'ordre mendiant des franciscains, aussi appelés cordeliers. Au milieu du XIIIe siècle, ces derniers déplacèrent leur couvent plus au nord, approximativement entre les actuelles rues Leyteire, Permentade, des Menuts et Saint-François et y constituèrent un imposant ensemble religieux comprenant une église, un cloître, un cimetière et des jardins. Le couvent qu'ils ont quitté au Maucaillou sera attribué aux Clarisses (d'où, peut-être la rue Clare tire son nom), appelées, à Bordeaux, Sors Menudas (d'où la rue Saumenude). 

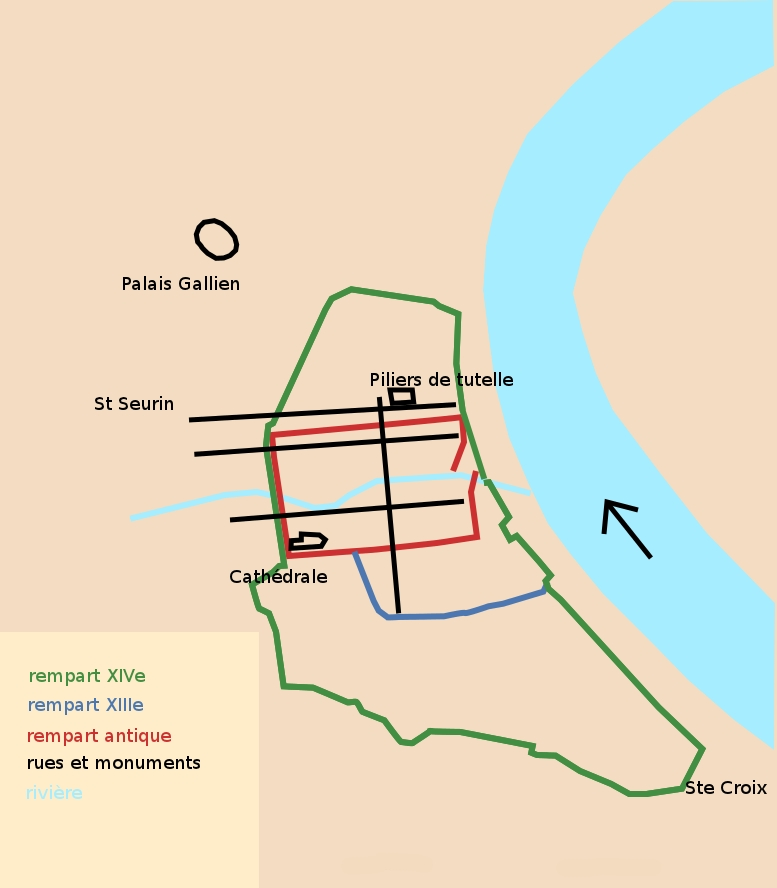
Les trois enceintes de Bordeaux

Le XIVe siècle est, malgré la peste qui décime le quart de la population de Bordeaux en 1348, celui qui voit Saint-Michel prendre un essor significatif, à l'aune de son intégration, durant le premier quart du siècle, au sein de la troisième enceinte construite à la demande de la jurade. Grâce à cette protection, des "lotissements" vont apparaître au milieu des vignes et des jardins qui dominent toujours largement le paysage (notamment rue des Bouviers et rue des Vignes). C'est probablement au cours de ce siècle que la vocation artisanale de cette aire s'affirme, comme le suggère le fait qu'à la veille du XVe siècle, l'église Saint-Michel abrite 9 des 27 fraternités, confréries de prières et groupements d'assistance mutuelle que compte Bordeaux. Aujourd'hui encore, des rues portent les noms gascons de ces artisans : rues des Faures (forgerons), de la Fusterie (fûtiers) ou Carpenteyre (charpentiers). 

Bordeaux vers 1450 telle qu'imaginée par Léo Drouyn

L'église profite de cette urbanisation mais également du grand engouement que connaît à cette époque le culte voué à l'archange Michel : à partir du milieu du siècle débute sa transformation gothique. Toutefois, seuls le chevet et le chœur sont achevés lorsque Bordeaux devient française à la fin de la guerre de Cent Ans. C'est dans une église toujours en chantier mais devenue une étape importante sur le chemin de Saint-Jacques-de-Compostelle, qu'un collège de chanoines est installé en 1466. En 1472 est entreprise la construction de la flèche, qui durera vingt ans.
Sur les quais des Salinières et de la Grave, l'activité portuaire demeure, mais a peu évolué pendant le XVe siècle, et l'administration royale encourage davantage l'aménagement des berges se trouvant à proximité du couvent des chartreux (l'actuel quai des Chartrons) qui ne tarderont à devenir la principale infrastructure d'export du pastel languedocien vers le nord de l'Europe. Néanmoins, des marchands établis à Saint-Michel ont alors constitué de très grandes fortunes. C'est le cas de Jean Gimel, s'étant lancé à partir des années 1460 dans le négoce du pastel, et que l'on retrouve vivre en quasi-aristocrate une quarantaine d'années plus tard. Fortaney Dupuy, négociant de la rue des Faures, est principalement tourné vers le vin, mais est également diversifié dans de multiples activités économique. L'inventaire de ses biens dressé à sa mort en 1525, montre un très haut niveau de vie pour l'époque.
Pour les clarisses du Maucaillou, ce début du XVIe siècle est difficile. Alors que leurs bâtiments, se situant de part et d’autre de la troisième enceinte, sont dans un état de délabrement avancé, et que le nombre de sœurs demeure faible, l’abbesse connaît, en 1525, sa cinquième ou sixième grossesse. La jurade décide, la même année, de la démolition du couvent. Après plusieurs décennies de décadence, les clarisses de Bordeaux seront intégrée au couvent des Annonciades, dans la paroisse de Sainte-Eulalie.
Au XVIIe siècle, la paroisse Saint-Michel semble avoir été l'une des plus dynamiques de Bordeaux pour ce qui est de la démographie. Elle aurait même atteint un pic de population dans la seconde moitié de ce siècle, faisant alors d'elle la plus peuplée de la ville. Sociologiquement, les foyers les plus riches tels que ceux des négociants se situent au nord de la paroisse (comprenant alors le quartier de la Rousselle), et les foyers les plus pauvres au sud, dans le secteur des rues des Vignes et Nérigean. À cette période, la proportion de population vivant des métiers liés au fleuve est plus faible que les autres paroisses longeant la Garonne.

## Monuments
- La basilique Saint-Michel flanquée de la Flèche Saint-Michel.
- La fontaine de la Grave est située quai des Salinières face à la rue des Faures.
- Le monument à Ulysse Despaux, dessinateur et comédien, qui a contribué à laisser des traces écrites du pichadey.
- L'hôtel Raba, 67 cours Victor Hugo, hôtel particulier du XVIIIe siècle.
- L'hôtel Leberthon, 29 rue du Mirail, hôtel particulier du XVIIIe siècle.
- L'hôtel Gradis, cours Victor Hugo, hôtel particulier du XVIIIe siècle.
- L'hôtel de la Perle, à l'angle des rues Saint-François et du Mirail, XIXe siècle.
- La place de Bir-Hakeim et les quais des Salinières et de la Grave, avec la porte de Bourgogne et les façades à programme donnant sur la Garonne, XVIIIe siècle.

## Parc des Sports Saint-Michel

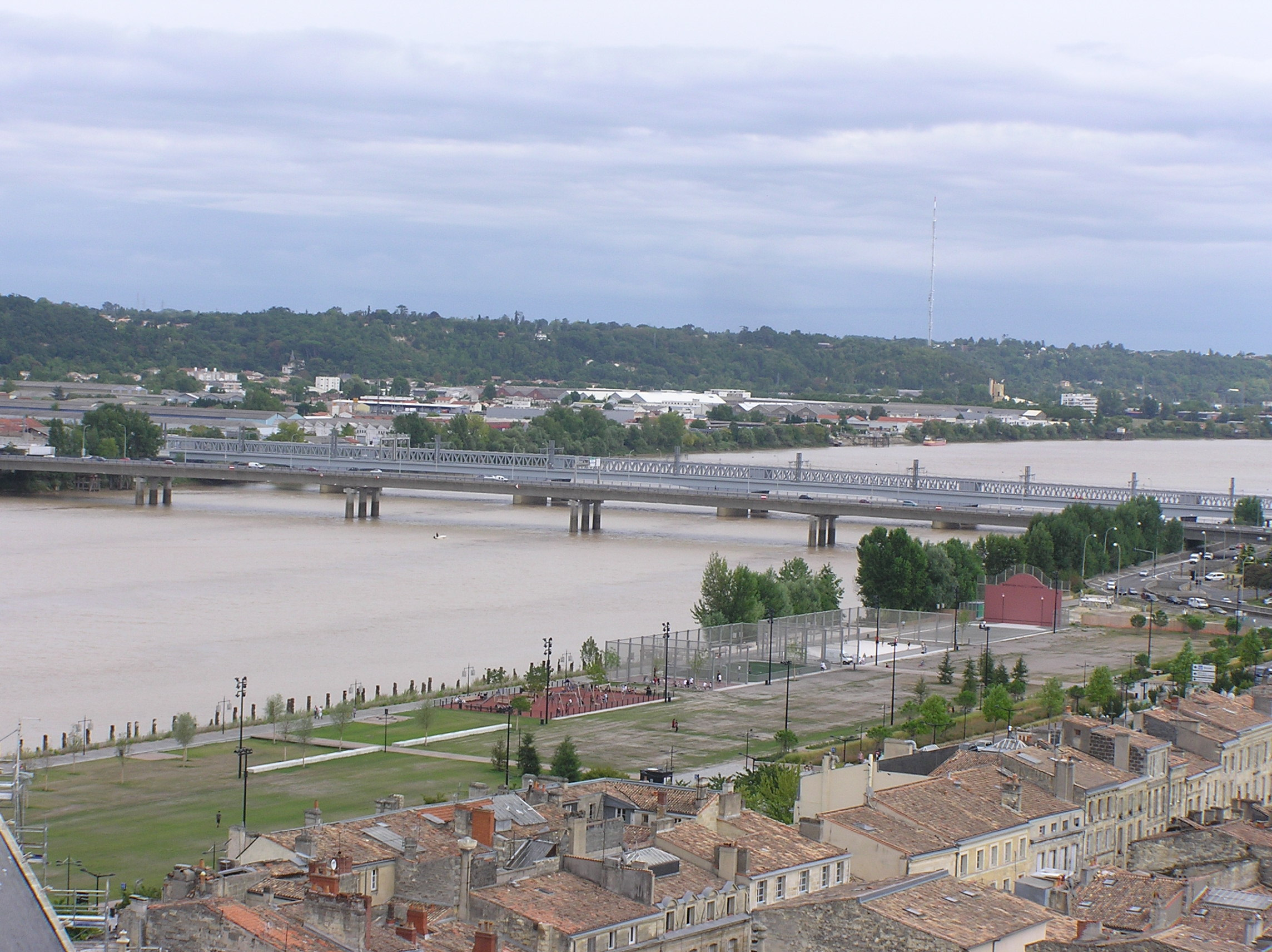
Parc des Sports Saint-Michel vu depuis la flèche Saint-Michel.

Le parc des sports Saint-Michel est un équipement en accès libre sur les quais, ouvert au public depuis le 1er mai 2009 ; il a été conçu par l'architecte-paysagiste Michel Corajoud. Il couvre un espace de 5,5 hectares en bord de Garonne depuis le pont de pierre jusqu'au quai Sainte Croix et propose plusieurs aires de promenade et de détente ludiques ou sportives de plein air.
Le parc des sports Saint-Michel est constitué de plusieurs plateaux de jeux :
- un fronton avec une surface de jeu de 10 m par 16 m et un terrain de 47 m de long pour la pratique de type pelote basque.
- une aire de rink hockey de 42 m par 18 m en béton lisse.
- une aire de basket ball de 18 m par 11 m en revêtement béton bitumeux.
- un terrain de football urbain en gazon synthétique de 32 m par 16 m.
- une aire en sable de beach volley de 40 m par 18 m transformable en 1 terrain central ou 3 mini terrains.
- un espace de sport d'orientation.
- Une aire de renforcement musculaire permettant le street workout.

## À voir